# یک اصفهانی در سرزمین هیتلر
یک اصفهانی در سرزمین هیتلر فیلمی به کارگردانی و نویسندگی نصرت‌الله وحدت محصول سال ۱۳۵۶ است.

## خلاصه داستان
میرزا باقر در قطاری که به آلمان می‌رود، با آقا بالاخان و منیژه، که عازم یک سفر اداری هستند، آشنا می‌شود. منیژه در هتلی با ارسلان تماس می‌گیرد. ارسلان و دوستانش در صدد هستند منیژه را اغفال کنند.  از طرف ديگر ميرزا باقر با دختری به نام ماريا آشنا می شود كه برادرش فرانس با گروه ارسلان همدست است…

## بازیگران
- نصرت‌الله وحدت
- ژاله کریمی
- اصغر سمسارزاده
- ساشا برمینکو
- بریژیت هارر
- کونتر واگنر
- دورتی گری
- ارنست درسل
- جمشید سهیلی
- منوچهر اخضرپور
- باربارا والنتین